# لين ماكدونالد (مؤرخة)
لين ماكدونالد (بالإنجليزية: Lyn MacDonald)‏ هي مؤرخة عسكرية بريطانية، ولدت في 1934، وتوفيت في الأول من مارس 2021.